# Milan Schelinger
Milan Schelinger (n. 18 februarie 1952, Bousov⁠(d), Cehoslovacia – d. 10 februarie 2023) a fost un chitarist și cântăreț ceh și fratele cântărețului Jiří Schelinger. În prima jumătate a anilor 1980, a cântat în trupa Projektil. În 1986 și 1987 a colaborat cu trupa underground The Plastic People of the Universe, cu care a participat la înregistrarea albumului lor Hovězí porážka la cabana lui Václav Havel din Hrádeček⁠(d).

## Biografie
S-a născut în satul Bousov⁠(d), situat chiar la granița Colinele Ceho-Morave, în apropiere de Čáslav⁠(d). Curând, familia s-a mutat la Nusle⁠(d), în Praga. Tatăl său a fost profesor de muzică, mama sa a fost modistă, mai târziu florăreasă, iar el s-a îndrăgostit repede de muzică, cântând la vioară în copilărie și mai târziu la chitară.
A urmat o formare ca lăcătuș.
După serviciul militar, a lucrat ca muzician profesionist în trupa de bar a lui Zbyněk Červenka din Bardějov și în cadrul Circului Național Austriac Elfí Althoff-Jacobi.
Mai târziu a lucrat în grupul de baruri Mistral.
În toamna anului 1980 s-a alăturat formației fratelui său, Jiří Schelinger, ca șef de orchestră și chitarist, alături de care a susținut ultimele sale 100 de concerte.
În 1984 a cântat în formația Projektil. Ca formație de suport, au cântat cu Meky Žbirka în Slovacia și Republica Cehă.
A fost monarhist și a ocupat funcția de președinte al Koruna Česká (monarchistická strana Čech, Moravy a Slezska)⁠(d) între 1999 și 2003.
A murit la 10 februarie 2023 la vârsta de 70 de ani în Písek.

## Discografie
1. František Ringo Čech⁠(d) – 1983 (1983)
2. The Plastic People of the Universe – Hovězí porážka (nahráno 1984, vydáno 1992)
3. Jiří Schelinger – Holubí dům (1991)
4. Brichta + Doležal + Henych + Smetáček – Zemětřesení (1993)
5. Milan Schelinger – PF 2000,- (1996)
6. Projektil – Zpátky do zahrady ticha (The Best Of) (1998)
7. Jiří Schelinger – Lupič Willy (Set de rock 1976–80) (1998)
8. Brichta + Doležal + Henych + Smetáček – Zemětřesení živě (2001)
9. Všem tichejm bláznům - Děda (2002)
10. Lucrecia Borgia – Valpuržina noc a Rytířské elegie (2010)
11. Lucrezia Borgia a Milan Schelinger – Hrej hudče píseň krásnou (2014)
12. Lucrezia Borgia – Růžový palouček ba i o té velké popravě L.P. 1621 ft. Milan Schelinger (2021)
13. Dáša Vokatá a Milan Schelinger - Klíny (2000)